# Guatteria notabilis
Guatteria notabilis este o specie de plante angiosperme din genul Guatteria, familia Annonaceae, descrisă de Mello-silva și Pirani. Conform Catalogue of Life specia Guatteria notabilis nu are subspecii cunoscute.